# Englingerowie
Englingerowie lub Inglingerowie byli najstarszą królewską dynastią w Szwecji. Rezydowali w Sigtunie i Starej Uppsali wynosząc się powoli ponad innymi szwedzkimi rodami książęcymi. Za ich rządów rozpoczęło się gromadzenie szwedzkich książąt pod wspólną koroną. Ich drugi wspólny król, Olof Skötkonung, wprowadził do swojego państwa chrześcijaństwo. 
Dynastia ta wyłoniła z siebie 4 królów:
- Eryk Zwycięski, 970 - 995
- Olof Skötkonung, 995 - 1022
- Anund Jakob, 1022–1050
- Emund Stary, 1050–1060

Przed tymi królami rządzili mityczni władcy. Są znani zwłaszcza z Heimskringla, sagi wczesnych królów Norwegii oraz z Sagi-Beowulfa, znani także jako Scyflingowie.